# 慕尼黑市徽
慕尼黑市徽或称慕尼黑纹章（德語：Münchner Wappen）描绘的是一个身着黑袍的年轻僧侣手持一本红皮书。它自13世纪以来便以类似的形式存在，但在某些历史时期，其图案也会完全不显示僧侣这一核心形象。作为慕尼黑的德文名称，一词便是意味着僧侣，僧侣在此情况下便是代表着慕尼黑的不言自明的象征（暗语纹章）。
早在一份来自1239年5月28日的文献中，慕尼黑最古老的印章便有一个头戴兜帽的僧侣图像。尽管在此后所有的印章上，僧侣都是展现一手拿书而另一手伸出三指的形象，但其轮廓却有所变化——最初是侧脸，然后是全脸，甚至是免冠。到了19世纪，这一形象被刻画成具有年青化的特点，并成为著名的“慕尼黑之子”。当前形式的纹章是在1957年创作，时至今日仍是巴伐利亚首府的重要标志。

## 僧侣
作为慕尼黑的德文名称，München一词便是由古高地德语的“僧侣”衍生而来，它在此情况下便是代表慕尼黑的不言自明的象征。这一形象具体被刻画为穿有连黑色头套的镶金黑袍及红色鞋子。其右手抬高，并且左手携带一本红皮书。
僧侣张开的右手被解读为宣誓的姿态，或基督教传统的赐福手势。左手的红皮书则指的是城市的誓言书（对应右手的姿态），或是自1365年一直流传下来的红边城市法学书。还有另一种解读也将它定义为福音书。
在慕尼黑于1175年获得城市身份后，市政管理当局制定了其市议会的政治体制。印章从而成为认定市议会文件真实性的必要条件。在一份源自1239年5月28日的存世文件中，慕尼黑最古老的印章便有一个头戴兜帽的僧侣画像。尽管在此后所有的印章上，僧侣都是展现一手拿书而另一手伸出三指的形象，但其轮廓却有所变化——最初是侧脸，然后是全脸，甚至是免冠。僧侣作为印章唯一的形象可以追溯至1304年，并自14世纪中叶开始成为城市的标志。彩色呈现的印章则是源自15世纪。

### 慕尼黑之子
在几个世纪的发展过程中，直至1957年的当前版本出现之前，纹章发生过一些显著的变化。自15世纪开始，便已经有部分画像展现孩童的形象以取代僧侣，而即便是采用僧侣，其人物特征也不再如此前般严肃，通常会伴有卷曲的发型或更年轻的脸庞。到了18世纪，尤其是19世纪，僧侣已被最小化为慕尼黑之子，这一人物最早在1727年的文献中被提及，尽管其首次出现在纹章上的日期或是谁创造了这个词汇如今尚不可考。这种转化并非通过法令，而是由艺术家所带来的，例如雕刻家和画家，以及铸铜师和印章雕刻师。
在19世纪下半叶，当地艺术家还在人物形象上补充了一些物品，诸如萝卜、椒盐卷饼、月桂花环和发泡啤酒瓷杯等。这些标志多样化的出现在包括井盖、啤酒瓷杯和市政厅塔顶在内的许多地方。作为一个僧侣，标志的男性形象曾经十分清晰；但在转变为孩童后，其性别已变得模糊。有一种解释称它仅仅是无性的，然而在1920年代其形象由年轻女性进行刻画后，人物的女性倾向愈发明显。

## 历史

### 中世纪的纹章
慕尼黑的纹章可追溯至1239年和1268年的城市印章。这些印章展示了一个站在冠顶城门的僧侣，其上方为老鹰，指的是弗赖辛主教。这座城市当时属于他，并且这可能来自于他的个人纹章。第三款城市印章自1304年启用，类似于如今的小纹章，它简要展现了一个站立的僧侣，其右手抬起，左手持书。当慕尼黑被维特尔斯巴赫家族掌控后，自1323年启用的城市印章则类似于如今的大纹章，它刻画了一个完整的僧侣站在拱门下，并将门上方的老鹰替换成金色狮子，这是古代巴伐利亚以及路德维希公爵领地自1214年以来的君权象征。

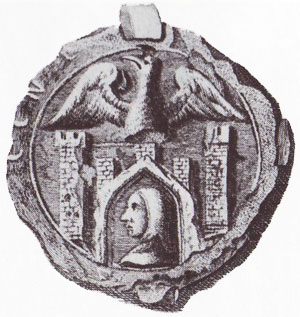
1268–1302
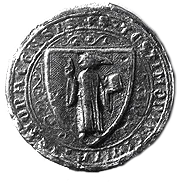
1304–1398
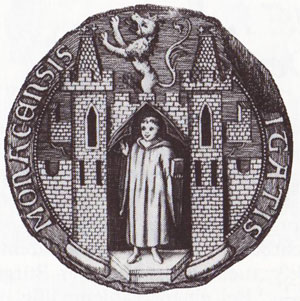
1323–1356

### 马克西米利安一世批准的纹章
在1808年，巴伐利亚国王马克西米利安一世授予了慕尼黑一个历史主义市徽，它描绘有一座古典的大门，顶部为国王的王冠所在。金色的狮子坐在门槛上，一爪握有利剑，另一边则是标记有字母“M”的盾牌。作为一位开明的君主，马克西米利安一世希望城市的标志能够展现自己的文化，并同时能消除人们对僧侣粗鄙（Mönchsbarbarei）的刻板印象。然而，城市方面却反对完全去掉具有历史意义的僧侣，因此在1818年的纹章中，字母M被替换成以往的僧侣头像设计。

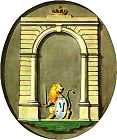
1808–1818
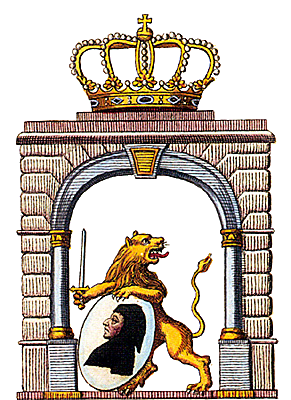
1818–1835

### 路德维希一世批准的纹章
在1834年，巴伐利亚国王路德维希一世再次授予慕尼黑使用其旧徽章，并分为大、小两种纹饰形式。它们曾体现于1304年的小纹封印和1323年的大纹封印。1835年的纹章具有一个蓝色的背景，但其后在1865年被路德维希二世修正为银白色。背景颜色在其余时间极少发生改变，然而在16世纪也曾出现过使用金色的情况。

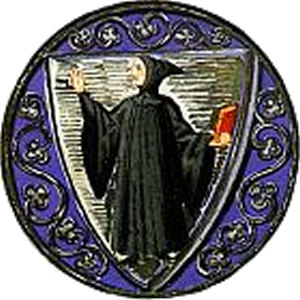
1835–1865 小纹章
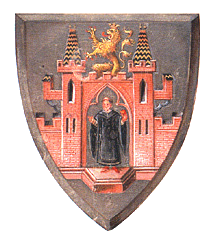
1865–1936 1949–1957 大纹章
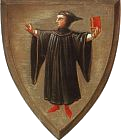
1865–1936 1949–1957 小纹章

### 纳粹时期的纹章
从1936年至1945年，大纹章中的狮子再次被替换为老鹰，即带有纳粹十字的“第三帝国”帝國鷹。而慕尼黑之子则像是一个伸出武器的守卫警察站在门前；这是由理查德·克莱因所设计。在第二次世界大战结束后，这些纳粹主义版本的纹章被废除，慕尼黑在1945年至1948年间没有设立正式的市徽。

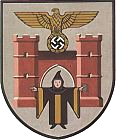
1936–1945

### 新纹章
从1949年至1957年间，慕尼黑再次使用一大一小的两种纹章，它们表现的是在1936年以前生效的样式。至1957年，平面设计师爱德华多·伊格对大、小两种纹章进行了重新设计。同时，市议会在1957年12月17日决定，大纹章将不再正式使用，但仍作为特定目的的代表使用。

1957启用的大纹章仅在特殊场合使用。
1957年启用的小纹章为官方版本。